# Ochetophila
Ochetophila es un género de arbustos con tres especies pertenecientes a la familia Rhamnaceae.

## Taxonomía
Ochetophila fue descrito por Poepp. ex Endl. y publicado en Genera Plantarum 1099, en el año 1840. La especie tipo es: Ochetophila trinervis (Gillies ex Hook.) Poepp. ex Endl.

## Especies
- Ochetophila nana (Clos) Kellermann, Medan & Aagesen
- Ochetophila parvifolia Miers
- Ochetophila trinervis (Gillies ex Hook.) Poepp. ex Endl.